# Pantograf
Pantograf je jednostavna crtaća naprava za mehaničko uvećavanje ili umanjivanje slika, tehničkih crteža ili planova. Sastoji se od četiriju zglobno spojenih letava koje čine paralelogram, vrhovi kojega se s pisalom i šiljkom pomiču u točno određenom odnosu.